# Jana Möllerová
Jana Möllerová (* 9. března 1948 Náchod) je česká botanička a vysokoškolská pedagožka.

## Život
Narodila se 9. března 1948 v Náchodě. V roce 1971 absolvovala studium odborné biologie na Přírodovědecké fakultě Univerzity Karlovy v Praze se specializací na systematickou botaniku. V roce 1980 obhájila kandidátskou dizertační práci, v roce 1982 složila rigorózní zkoušku.
V letech 1971–1974 pracovala v dendrologickém oddělení Botanického ústavu ČSAV v Průhonicích, poté v Ústavu krajinné ekologie ČSAV. Od září 1979 do října 1989 působila ve Výzkumném ústavu rostlinné výroby v Praze-Ruzyni, kde se věnovala půdní mikrobiologii. Od listopadu 1989 do března 1994 se ve Výzkumném ústavu včelařském zabývala včelařskou botanikou. Od dubna 1994 do února 1997 hodnotila zdravotní stav dřevin v Agentuře ochrany přírody a krajiny. V průběhu roku 1997 se opět vrátila do Výzkumného ústavu rostlinné výroby, kde studovala patogenní houby. Až do důchodu, v letech 1997–2008, pak působila na katedře dendrologie a šlechtění lesních dřevin Fakulty lesnické a environmentální České zemědělské univerzity v Praze, kde vyučovala rostlinnou anatomii, morfologii a systematickou botaniku.